# 清鏡寺 (久喜市)
清鏡寺（せいきょうじ）は、埼玉県久喜市にある曹洞宗の寺院。

## 歴史
1596年（文禄5年）、得翁昌憐によって開山された。得翁昌憐は同市の霊樹寺の第5世住職である。ただ、当寺の本尊が薬師如来であること、近くに「薬師前」という地名があって、当寺の所有地だったことから、それ以前から薬師如来を本尊とする寺があった可能性がある。
当寺には、かつて樹齢千年の「堂木えのき」という古木があったが、1989年（平成元年）に枯死してしまった。

## 交通アクセス
- 路線バス橋場停留所より徒歩12分。